# Coupe Memorial 1963
Navigation
Édition précédente Édition suivante
La finale de l'édition 1963 de la Coupe Memorial est présentée au Edmonton Gardens de Edmonton en Alberta et est disputé entre le vainqueur du Trophée George T. Richardson, remis à l'équipe championne de l'est du Canada et le vainqueur de la Coupe Abbott remis au champion de l'ouest du pays.

## Équipes participantes
- Les Flyers de Niagara Falls de l'Association de hockey de l'Ontario en tant que champion du Trophée George T. Richardson.
- Les Oil Kings d'Edmonton de la Ligue de hockey centrale de l'Alberta en tant que vainqueur de la Coupe Abbott.

### Résultats
| Match | Vainqueur               | Résultat | Perdant                 | Lieu             |
| ----- | ----------------------- | -------- | ----------------------- | ---------------- |
| 1     | Flyers de Niagara Falls | 8-0      | Oil Kings d'Edmonton    | Edmonton Gardens |
| 2     | Oil Kings d'Edmonton    | 5-2      | Flyers de Niagara Falls | Edmonton Gardens |
| 3     | Oil Kings d'Edmonton    | 3-2      | Flyers de Niagara Falls | Edmonton Gardens |
| 4     | Oil Kings d'Edmonton    | 5-2      | Flyers de Niagara Falls | Edmonton Gardens |
| 5     | Flyers de Niagara Falls | 5-2      | Oil Kings d'Edmonton    | Edmonton Gardens |
| 6     | Oil Kings d'Edmonton    | 4-3      | Flyers de Niagara Falls | Edmonton Gardens |

## Effectifs
Voici la liste des joueurs des Oil Kings d'Edmonton, équipe championne du tournoi 1963 :
- Entraîneur : Buster Brayshaw

Ron Anderson, Butch Barber, Tom Bend, Roger Bourbonnais, Jim Brown, Rich Bulloch, Jim Chase, Vince Downey, Jim Eagle, Ron Falkenberg, Doug Fox, Harold Fleming, Russ Kirk, S. Knox, Bert Marshall, Max Mestinse, Butch Paul, Greg Pilling, Pat Quinn, Dave Rochefort, Glen Sather, Reg Tashuk.